# Kampenn

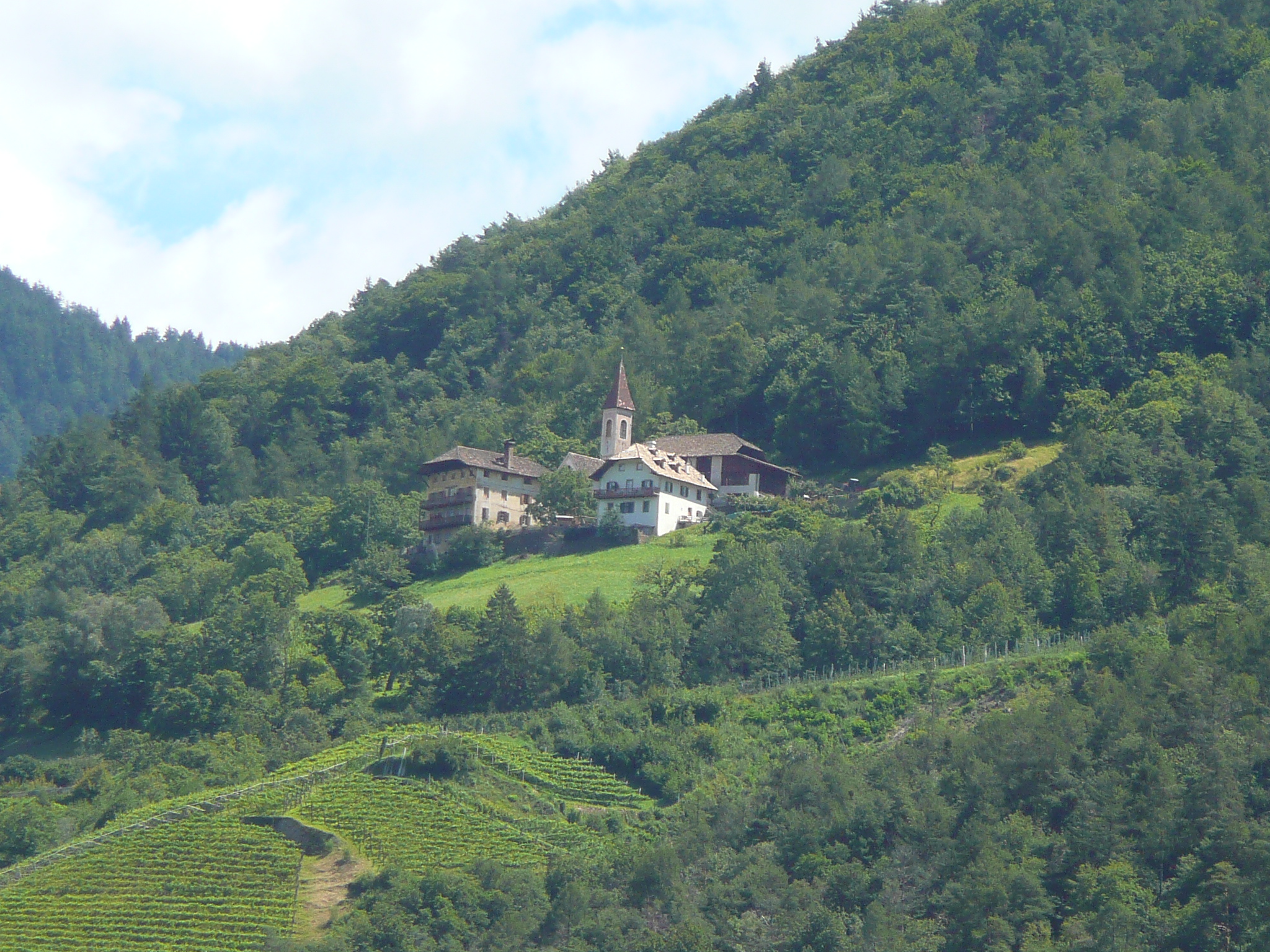
St. Joachim und Anna in Kampenn

Kampenn ist eine Streusiedlung der Gemeinde Bozen in Südtirol, die hoch über dem Ausgang des Eisack- und Eggentals in das Bozner Becken auf etwa 600 m Meereshöhe liegt. Sie breitet sich über die nordseitig abfallenden Hänge des Kohlerer bzw. Regglbergs oberhalb des Stadtviertels Kampill aus. Kampenn, dem einst auch Kohlern zugerechnet wurde, gehörte bis 1911 zur alten Landgemeinde Zwölfmalgreien.

## Erscheinungsbild und Geschichte
Alter historischer Mittelpunkt des Weilers ist die aus dem 13. Jahrhundert stammende Burg Kampenn. Im weiteren Umkreis verstreut befinden sich die alten Hofstellen Eder, Reiter, Pignater, Elbl, Graf, Stauder, Kofler, Albl, Treffer, Ranigl und Röll gelegen. In der Landgerichtsordnung von Gries-Bozen aus dem Jahr 1487 erscheint mit Thomas Elbl (Thomann von Elbein) ein eigener Viertelhauptmann „auff Conpónn“, der zugleich als landesfürstlicher Steuereinnehmer fungiert.
Bemerkenswert ist das alte Bauernbad St. Isidor aus dem 18. Jahrhundert, dessen einfache Kapelle mit quadratischem Grundriss und aufgesetztem Turm aus der Zeit um 1740 stammt. Die 1775 errichtete Expositurkirche St. Joachim und Anna (auch zur hl. Familie) ist ein schlichter, zierlicher Bau mit eingezogenem, gerade abschließendem Chor und seitlichem Spitzturm; hier befindet sich auch der Grabstein samt Allianzwappen von Joseph Johann Neuper, Bürger sowie Apotheker von Bozen (gest. 1810), und von dessen Ehefrau Anna Maria geb. Atzwanger (gest. 1828), welche die lokale Seelsorge finanziell unterstützen.